# Wilfried Martens
Wilfried Martens, född 19 april 1936 i Sleidinge i Evergem, Oost-Vlaanderen, död 9 oktober 2013 i Lokeren, Oost-Vlaanderen, var en belgisk politiker. Han var Belgiens premiärminister 1979–1981 samt mellan den 17 december 1981 och 7 mars 1992. Sedan 1990 var han partiledare för Europeiska folkpartiet. På nationell nivå tillhörde han Kristdemokratisk och Flamländsk.